# Chorebus resa
Chorebus resa är en stekelart som först beskrevs av Nixon 1937.  Chorebus resa ingår i släktet Chorebus, och familjen bracksteklar. Arten är reproducerande i Sverige.